# Млокосевич, Франтишек
Франтишек Млокосевич (5 мая 1769 г., Козминек — 23 марта 1845 г., Варшава) был польским офицером, служившим во время наполеоновских войн и польского восстания 1830 года. Он был единственным польским офицером первой половины XIX века, получившим звание генерала, будучи при этом выходцем из низших социальных слоев и не принадлежа к дворянству. Служил в армии Герцогства Варшавского и участвовал в битве при Фуэнхироле. Отец ботаника и зоолога Людвика Млокосевича.

## Ранние годы
Родился в маленьком городке Косминек в семье ремесленника Феликса и Агнешки, урождённой Шиманьской. Получил начальное образование в своём родном городе и в Калише.

## Военная карьера
В возрасте 20 лет он вступил в 7-й пехотный полк Петра Франтишека Потоцкого, год спустя получил звание сержанта. Он принимал участие в русско-польской войне 1792 года, проигранной Польшей, и был подпоручиком во время восстания Костюшко. В декабре 1806 года он поступил на службу в 4-й пехотный полк герцогства Варшавского в звании лейтенанта, а год спустя был произведён в капитаны. После кампании 1807 года он был награждён высшим польским военным орденом Virtuti Militari.

## Пиренейская война
В 1808 году он был переведён со своим полком в Испанию. В 1810 году ему было доверено 150 польских солдат для защиты французской крепости Соайль в Фуэнхироле недалеко от Малаги, которая защищала доступ в город из Гибралтара. Губернатор Гибралтара решил захватить Фуэнхиролу с моря экспедиционными силами под командованием лорда Блейни. 14 октября 1810 года англичане штурмовали крепость. Млокосевич отбил атаку, и на следующий день, получив подкрепление, захватил английские артиллерийские батареи и взял в плен лорда Блейни, 8 офицеров и 177 солдат, за что 18 декабря 1810 года был награждён Орденом Почётного легиона. Битва при Фуэнхироле принесла ему известность в европейских военных кругах.

## Дальнейшая служба
Вернувшись в Польшу в начале 1812 года, Млокосевич участвовал в качестве командира батальона в русской кампании Наполеона, в том числе в битве при Березине, а затем в 1813 году в битве при Лейпциге, в ходе которой он был тяжело ранен. После 1815 года он служил майором в Инвалидном корпусе армии Царства Польского. В 1817 году вышел в отставку и стал заниматься сельским хозяйством в имении своей жены в Оменцин недалеко от Шидловца. Хотя он был только майором, местные жители называли его «Генералом».
Во время польского восстания 1830 года Млокосевич (которому тогда было 61 год и который был сильно болен) вернулся на действительную службу и получил звание полковника в 1831 году, а после отважной атаки в третьей битве при Колюшине был назначен бригадным генералом 26 июля. Во время нападения Паскевича на Варшаву Млокосевич был командиром бригады и сражался в Воле. После падения Варшавы, видя надвигающееся поражение восстания, он попросил об отставке и принял присягу на верность царю Николаю I, после чего он вернулся в Оменцин.

## Дворянский титул
В 1842 году царь Николай I даровал ему дворянство Королевства Польского с гербом в честь победы при Фуэнхироле.

## Семейная жизнь
Франтишек Млокосевич был женат дважды: на Анне Соколовской в Оменцине, с которой у него был сын, и на Анне Яниковской, с которой у него было три сына и две дочери. Один из его сыновей, Людвик, был известным ботаником и зоологом.

## Поздние годы и смерть
За три года до своей смерти Млокосевич опубликовал свой собственный рассказ о битве при Фуэнхироле и его участии в Пиренейской войне. Во многом это была реакция на противоречия в мемуарах Блейни. Важность битвы при Фуэнхироле постоянно преуменьшалась как во французских, так и в британских мемуарах того времени. В своих мемуарах Эндрю Блейни отрицал, что был взят в плен поляками, и писал, что его захватил один из членов Общества объединённых ирландцев. Тем не менее, сабля Блейни, сданная им в Фуэнхироле, выставлена в Краковском музее Чарторыйских.
Генерал Млокосевич похоронен на кладбище Старые Повонзки (квартал 25-3-30). Впечатляющая надгробная плита из чугуна существует и поныне. Надпись на ней гласит:
|  | Franciszek Młokosiewicz, dawny wojskowy polski, urodził się dnia 5 maja 1769 r., umarł w Warszawie 23 marca 1845 r. Usługom własnego kraju swe życie poświęcił, żył bez bojaźni wyrzutu. Cześć jego pamięci! Wieczne odpocznienie. (пол.) |  | Франтишек Млокосевич, бывший польский офицер, родился 5 мая 1769 года, умер в Варшаве 23 марта 1845 года. Он посвятил свою жизнь служению своей стране, он жил без страха и упрека. Почти его памяти! Вечный ему покой. (рус.) |  |
|  | |  | |  |

## Личная жизнь
Млокосевич был женат на Анне Яниковской (в девичестве Гузневская) и имел троих детей. У них было два сына: Константин Млокосевич и Людвик Млокосевич, ботаник. Их дочь Хелена Микорская, которая вышла замуж за графа Микорского и умерла в 1901 году, наиболее известна тем, что Фредерик Шопен посвятил свою Мазурку соль мажор.